# Świątki (przystanek kolejowy)
Ławy – nieczynny przystanek kolejowy w Świątkach, w powiecie myśliborskim, w województwie zachodniopomorskim.